# Marcelina Podlińska
Marcelina Podlińska (* 27. Mai 1999) ist eine polnische Tennisspielerin.

## Karriere
Podlińska bevorzugt Sandplätze und spielt bislang vor allem Turniere der ITF Women’s World Tennis Tour, wo sie bisher zwei Titel im Einzel und ein Turnier im Doppel gewann.

### College Tennis
Seit 2019 spielt Podlińska für das Damentenisteam der Sooners der University of Oklahoma. Sie berät im Rahmen des University Sports Program als Certified Tennis Advisor zukünftig Studierende, das für sie am besten geeignete College zu finden.

## Turniersiege

### Einzel
| Nr. | Datum           | Turnier       | Kategorie | Belag | Finalgegnerin  | Ergebnis |
| --- | --------------- | ------------- | --------- | ----- | -------------- | -------- |
| 1.  | 3. August 2025  | Savitaipale   | ITF W15   | Sand  | Ania Hertel    | 6:3, 6:4 |
| 2.  | 10. August 2025 | Bielsko-Biała | ITF W15   | Sand  | Lucie Urbanová | 6:1, 6:3 |

### Doppel
| Nr. | Datum       | Turnier | Kategorie | Belag | Partnerin     | Finalgegnerinnen                           | Ergebnis |
| --- | ----------- | ------- | --------- | ----- | ------------- | ------------------------------------------ | -------- |
| 1.  | 4. Mai 2024 | Varberg | ITF W15   | Sand  | Sina Herrmann | Ida Johansson Jacqueline Nylander Altelius | 6:4, 6:1 |